# 윤종수 (1958년)
윤종수(尹鍾洙, 1958년 ~ , 충북 제천)는 대한민국의 관료, 기업인이다. 제18대 환경부 차관을 역임하고, 현재 유엔지속가능발전센터 소장이다. 본관은 칠원이다.

## 학력
- 서울 고려고등학교 졸업
- 서울대학교 영어영문학 학사
- 서울대학교 대학원 행정학 석사

## 경력
- 제26회 행정고시 합격
- 환경부 법무담당관
- 환경부 폐기물자원국 폐기물재활용과장
- 주 UN 대표부 참사관
- 환경부 상하수도국장
- 환경부 기후대기정책국 정책관
- 환경부 환경정책실장
- 환경부 차관
- UN 지속가능발전센터(UNOSD) 원장
- 김앤장 법률사무소 고문
- 기후변화센터 이사
- 세계자연보전연맹(IUCN) 이사 및 한국위원회 회장
- 수출입은행 EDCF 환경사회자문위원회 위원장
- 미래기후환경 포럼 공동대표
- 국회 ESG 민관 정책포럼 자문위원장
- 한국환경한림원 부회장
- 대통령소속 2050 탄소중립녹색성장위원회 녹색성장·국제협력 분과위원회 위원
- KT 사외이사 
  - KT 이사회 의장
  - KT 지배구조위원회 위원
  - KT 내부거래위원회 위원
  - KT 지속가능경영위원회 위원